# Plagiochila deflexa
Plagiochila deflexa là một loài rêu trong họ Plagiochilaceae. Loài này được Mont. & Gottsche mô tả khoa học đầu tiên năm 1856.
Danh pháp khoa học của loài này chưa được làm sáng tỏ. 